# 石樸麗魚
石樸麗魚，為輻鰭魚綱鱸形目隆頭魚亞目慈鯛科的其中一種，分布於非洲維多利亞湖及尼羅河上游流域，棲息深度可達9公尺，體長可達12.3公分，棲息在沙石底質水域，屬肉食性，以昆蟲幼蟲、橈腳類、蝸牛等為食，生活習性不明。

## 擴展閱讀
維基物種上的相關：石樸麗魚